# Brzezinka (powiat krośnieński)
Brzezinka (niem. Klein Deichow) – wieś w Polsce położona w województwie lubuskim, w powiecie krośnieńskim, w gminie Bobrowice nad południowym brzegiem Jeziora Dychowskiego (w odległości 1 kilometra od Dychowa).
W latach 1975–1998 miejscowość administracyjnie należała do województwa zielonogórskiego. Nad pobliskim jeziorem Dychowskim znajduje się Elektrownia wodna Dychów.
Miejscowość stanowi wieś od 1 stycznia 2012, wcześniej stanowiła przysiółek wsi Dychów.